# Liste der Biografien/Stof
Liste der Biografien |
Portal Biografien |
Personensuche
# |
A |
B |
C |
D |
E |
F |
G |
H |
I |
J |
K |
L |
M |
N |
O |
P |
Q |
R |
S |
T |
U |
V |
W |
X |
Y |
Z |
?
 
Sa |
Sb |
Sc |
Sd |
Se |
Sf |
Sg |
Sh |
Si |
Sj |
Sk |
Sl |
Sm |
Sn |
So |
Sp |
Sq |
Sr |
Ss |
St |
Su |
Sv |
Sw |
Sy |
Sz
 
Sta |
Ste |
Sth |
Sti |
Stj |
Stl |
Sto |
Str |
Sts |
Stt |
Stu |
Stv |
Stw |
Sty
 
Stoa |
Stob |
Stoc |
Stod |
Stoe |
Stof |
Stog |
Stoh |
Stoi |
Stoj |
Stok |
Stol |
Stom |
Ston |
Stoo |
Stop |
Stoq |
Stor |
Stos |
Stot |
Stou |
Stov |
Stow |
Stox |
Stoy |
Stoz
Die Liste der Biografien führt alle Personen auf, die in der deutschsprachigen Wikipedia einen Artikel haben. Dieses ist eine Teilliste mit 73 Einträgen von Personen, deren Namen mit den Buchstaben „Stof“ beginnt.

## Stof

### Stofe
- Stöfen, Wilhelm (1874–1954), deutscher Kommunalpolitiker und Bürgermeister
- Stofer, Florian (* 1981), Schweizer Ruderer
- Stöfer, Johannes († 1499), Bibliothekar des Klosters St. Gallen
- Stofer, Judith Anna (* 1959), Schweizer Politikerin (AL)

### Stoff
- Stoff, Denis (* 1992), ukrainischer Musiker
- Stoffel von Freiburg, Initiator der Bundschuhbewegung in Lehen
- Stoffel, Adolf (1880–1937), deutscher Orthopäde
- Stoffel, Alice (1905–1983), französische Schwimmerin
- Stoffel, Andri (* 1984), Schweizer Eishockeyspieler
- Stoffel, Charles (1893–1970), Schweizer Bobfahrer und Reiter
- Stoffel, Charlotte (* 1981), deutsche Politikerin (Bündnis 90/Die Grünen)
- Stoffel, Christoph Anton (1780–1842), Schweizer Offizier
- Stoffel, Daniela (* 1968), Schweizer DiplomatinDaniela Stoffel (* 1968)

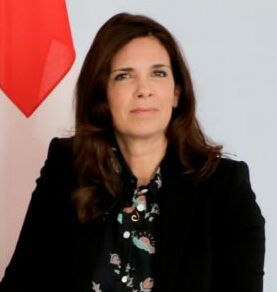
Daniela Stoffel (* 1968)

- Stoffel, Detlef (* 1950), deutscher Regisseur und Aktivist der Schwulenbewegung
- Stoffel, Elena (* 1996), Schweizer Skirennläuferin
- Stoffel, Emmerich (1913–2008), rumänischer Botschafter
- Stoffel, Eugène (1823–1907), französischer Offizier und Militärschriftsteller
- Stoffel, Giuseppe (1863–1929), Schweizer Bankier, Politiker und Oberstleutnant
- Stoffel, Henri (1883–1972), französischer Autorennfahrer
- Stoffel, Isabelle (* 1972), Schweizer Schauspielerin und Regisseurin
- Stoffel, Josy (1928–2021), luxemburgischer Kunstturner
- Stoffel, Karl (* 1964), deutscher Betriebswirt und Präsident der Hochschule Landshut
- Stoffel, Konrad von, mittelhochdeutscher Dichter
- Stoffel, Markus (* 1974), Schweizer Umweltwissenschafter und Professor für Klimafolgen und Klimarisiken an der Universität Genf
- Stoffel, Max (1911–2002), Schweizer Bundesrichter
- Stoffel, Oskar (1932–1997), Schweizer katholischer Geistlicher und Kirchenrechtler
- Stoffel, Osório Willibaldo (1921–2002), brasilianischer Ordensgeistlicher, katholischer Bischof von Rondonópolis
- Stoffel, Wilhelm (1928–2025), deutscher Biochemiker
- Stoffella dalla Croce, Bartolomeo Giuseppe (1799–1833), österreichischer Archäologe
- Stoffella d’Alta Rupe, Pietro (1795–1871), österreichischer Gynäkologe
- Stoffella, Emil (1835–1912), österreichischer Internist
- Stoffels, Arno (1908–1976), luxemburgischer Maler
- Stoffels, Chris (1951–2024), deutscher Schriftsteller und Lyriker
- Stoffels, Edmund (* 1957), belgischer Abgeordneter im Wallonischen Regionalparlament
- Stoffels, Elisabeth (1872–1943), deutsche Lehrerin und Politikerin (Zentrum), MdL
- Stoffels, Friedrich (1898–1944), deutscher Zeuge Jehovas und ein Opfer der NS-Kriegsjustiz
- Stoffels, Hans (* 1946), deutscher Psychiater und Psychotherapeut
- Stoffels, Hendrickje (1626–1663), Haushälterin und spätere Lebensgefährtin von Rembrandt Harmensz van RijnHendrickje Stoffels (1626–1663)

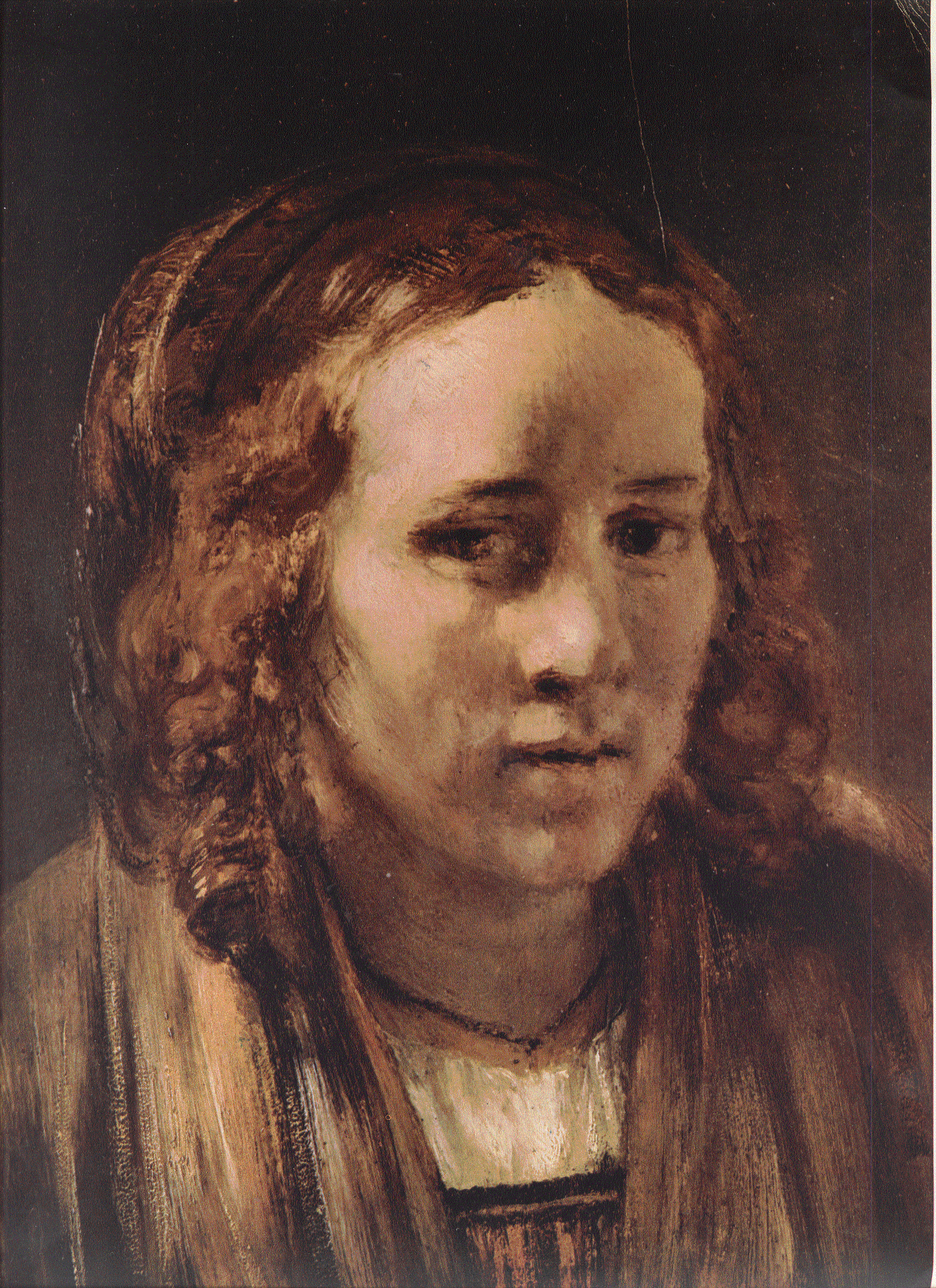
Hendrickje Stoffels (1626–1663)

- Stoffels, Irmgard (* 1950), deutsche Fußballspielerin
- Stoffels, Jannik (* 1997), deutscher Fußballspieler
- Stoffels, Josef (1893–1981), deutscher Fotograf
- Stoffels, Joseph (1879–1923), Weihbischof in Köln
- Stoffels, Joseph Benedict (1895–1942), luxemburgischer römisch-katholischer Geistlicher, Dehonianer und Märtyrer
- Stoffels, Karlijn (* 1947), niederländische Jugendbuchautorin
- Stoffels, Klara (1904–1944), deutsche Zeugin Jehovas und ein Opfer der NS-Kriegsjustiz
- Stoffels, Markus (* 1963), deutscher Jurist
- Stoffels, Norbert (1936–2013), deutscher Ordensgeistlicher, Abt von Neresheim
- Stoffelshaus, Erik (* 1970), deutscher Sportfunktionär
- Stoffer, Peter (* 1956), kanadischer Politiker
- Stoffers, Beate (* 1968), deutsche Pressesprecherin und Politikerin (SPD), Staatssekretärin in Berlin
- Stoffers, Christian (* 1973), deutscher Autor
- Stoffers, Ernst (1876–1964), deutscher Architekt
- Stoffers, Hans (1881–1960), deutscher Architekt
- Stoffers, Hugo (1905–1983), deutscher Sozialdemokrat, Bürgermeister und Stadtdirektor von Ahlen
- Stoffers, Noah (* 1982), deutscher Schriftsteller und Lektor
- Stoffers, Peter (* 1941), deutscher Geologe und Hochschullehrer
- Stoffers, Rogier (* 1961), niederländischer Kameramann
- Stoffert, Gerhard (* 1926), deutscher Hochschullehrer, Professor für Gartenbau und Gartenbauökonomie sowie Heimatkundler
- Stoffert, Robert (1898–1965), deutscher Unternehmer und Gartenbauinspektor, Mitbegründer einer Fakultät der Universität Hannover
- Stöffler, Dieter (1939–2023), deutscher Geologe und Mineraloge
- Stöffler, Johannes (1452–1531), deutscher Mathematiker, Astronom, Astrologe, Pfarrer und Hersteller astronomischer Instrumente, Rektor der Universität Tübingen
- Stöffler, Josef (1910–2001), österreichischer Politiker der ÖVP
- Stofflet, Jean-Nicolas (1753–1796), General auf Seiten des katholisch-royalistisch motivierten Vendée-Aufstands gegen das revolutionäre Frankreich
- Stoffleth, Gustav (1881–1954), deutscher Oberstleutnant, Technischer Direktor
- Stoffmehl, Herbert (* 1946), deutscher Fußballspieler und -trainer
- Stoffner, Florian (* 1975), Schweizer Jazz- und Improvisationsmusiker
- Stoffregen, Goetz Otto (1896–1953), deutscher Schriftsteller und Rundfunkintendant
- Stoffregen, Heinz (1879–1929), deutscher Architekt
- Stoffregen, Heinz (1921–2017), deutscher Offizier und Brigadegeneral der Bundeswehr
- Stoffregen, Henrich († 1628), Opfer von Hexenprozessen
- Stoffregen, Jürgen (* 1957), deutscher Fußballspieler und Fußballtrainer
- Stoffregen-Büller, Michael (* 1939), deutscher Journalist und Publizist

### Stofi
- Stofile, Makhenkesi Arnold (1944–2016), südafrikanischer Botschafter